# Ameni (háznagy)

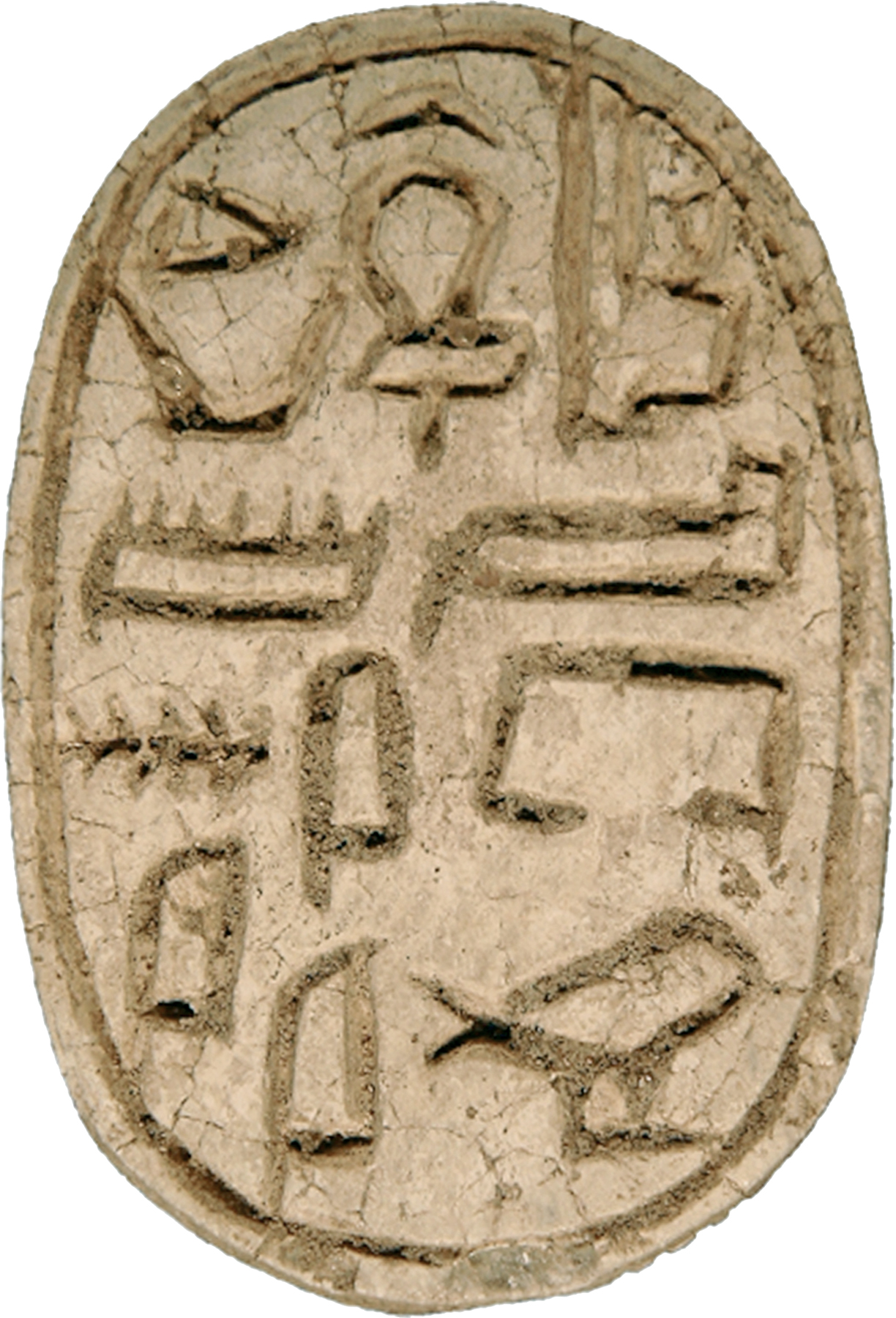
Ameni szkarabeusza

Ameni ókori egyiptomi hivatalnok volt a XIII. dinasztia idején, háznagyként a királyi birtokokat igazgatta, így a vezír és a kincstárnok után az udvar legfontosabb személyisége volt. Számos sztéléről ismert, emellett egy szoborról és pár szkarabeuszról is. Apja neve Tahaa, anyjáé Kemtet. Egyes helyeken az iri-pat, a „cselekvésben az első” és a „királyi pecsétőr” címeket viseli. Egy sztélén (amely ma magángyűjteményben található) Szenebszumai kincstárnok mellett ábrázolják. Szenebszumairól tudni, hogy a XIII. dinasztia korának közepén élt, így datálható Ameni is.

## Fordítás
- Ez a szócikk részben vagy egészben  az   Ameny (high steward) című angol Wikipédia-szócikk ezen változatának fordításán alapul.  Az eredeti cikk szerkesztőit annak laptörténete sorolja fel. Ez a jelzés csupán a megfogalmazás eredetét és a szerzői jogokat jelzi, nem szolgál a cikkben szereplő információk forrásmegjelöléseként.